# Alter Burgberg (Kreuzweingarten)
Der Alte Burgberg ist eine 272,5 m ü. NHN hohe Erhebung auf der Gemarkung von Kreuzweingarten, einem Stadtteil der Stadt Euskirchen im Kreis Euskirchen in Nordrhein-Westfalen. Die Erhebung liegt östlich des Dorfkerns und dort östlich der Erft und ist durch eine keltische Wallanlage gekennzeichnet. Wiederum östlich liegt die Hardtburg.

## Eisenzeitliche Wallanlage
Die Ringwallanlage „Alter Burgberg“ befindet sich auf einem Bergsporn, der ins Erfttal hinausragt, und ist Teil des bewaldeten Hardtberges. In diesem Wald wachsen hauptsächlich rund 100 Jahre alte Eichen und Buchen, aber auch Fichten und ein Fichten-Laubmischwald sind hier zu finden, besonders im Bereich des Bodendenkmals.
Der ovale Wall umschließt eine Fläche von etwa 5,6 Hektar. In der Ost-West-Richtung misst die längste Ausdehnung 350 Meter, während sie im Norden-Süden 200 Meter beträgt. An der Ostseite, wo der Sporn sanft in die angrenzende Hochfläche übergeht, wurde die Anlage durch zwei Wälle und jeweils einen davor liegenden Graben gesichert. Im Nordosten des äußeren Walls gab es einen Zugang, während der innere Wall an den Seiten Nord und Südosten jeweils zwei Zugänge hatte. An den steileren Seiten, die ins Erfttal hinabfallen, war die Anlage nur durch einen Wall mit einem vorgelagerten Graben geschützt.
Die Trockendoppelmauern besaßen einen Erdkern und waren mit senkrecht und waagerecht gelegten Hölzern verstärkt. Im Innern konnten Pfostenspuren von Holzbauten freigelegt werden.

## Ausgrabungen
In den 1920er Jahren führte das Rheinische Landesmuseum Bonn (heute LVR-LandesMuseum) Vermessungen und Ausgrabungen an der Anlage durch. Dabei wurden Schnitte durch die Wälle und Gräben gemacht, um deren Struktur zu untersuchen und datierbares Material zu finden. Es wurde festgestellt, dass die Wallbreite bis zu etwa 5,5 Meter betrug. Der genaue innere Aufbau des Walls blieb jedoch unklar. Ob der Wall durch eine Holzkonstruktion stabilisiert wurde, lässt sich aufgrund der wenigen erhaltenen Aufzeichnungen nicht sicher sagen. Für den Bau der Wallbefestigung wurde Trockenmauerwerk verwendet, aber genaue Details zu Form und Größe sind nicht bekannt. Untersuchungen am Eingang des äußeren Walls zeigten eine Unterbrechung, in der mehrere Pfostenlöcher von Holzstrukturen, der davor liegende Graben und möglicherweise Reste einer ehemaligen Brücke entdeckt wurden. Innerhalb der Anlage fanden sich Pfostenlöcher und Wandgräbchen, die auf frühere Gebäude hinwiesen. Die wenigen Funde aus diesen Grabungen deuten darauf hin, dass die Anlage ins letzte Jahrhundert v. Chr. datiert werden kann.
Ausgrabungen im Februar und März 2019 hatten zum Ziel, zusätzliche Erkenntnisse über den Aufbau und die Gestaltung des Innenwalls sowie dessen Datierung zu gewinnen. Dazu wurden an zwei Stellen im Osten der Anlage Probeschnitte durch den Wall angelegt. Im inneren Bereich der heutigen Wallaufschüttung konnte zunächst eine ältere Befestigungsstruktur festgestellt werden, die zum Teil durch ein Feuer beschädigt worden war. Der älteste Wall ist datierungstechnisch nicht eindeutig, dürfte aber zumindest bis in die mittlere Eisenzeit (Mitte des 1. Jahrtausends v. Chr.) zurückreichen. Auf diese Schüttung wurde in der späten Eisenzeit, also im 2. oder der ersten Hälfte des 1. Jahrhunderts v. Chr., eine Mauer in Trockenbauweise aufgebracht. Diese wurde im Inneren mit Holz und Erde gefüllt. Die Mauer hatte eine Breite von 3,35 Metern, während der Wall heute noch eine Höhe von 1,75 Metern erreicht. Eine Brustwehr oberhalb der Mauer wird angenommen, jedoch konnte sie an keiner Stelle nachgewiesen werden.
In den Pfostenlöchern der Holzstruktur fanden sich verkohlte Getreidekörner, die beim Bau der Befestigung in die Grube gefallen waren. Diese Körner ermöglichten eine präzise Messung des Kohlenstoffisotops 14-C, dessen Zerfall Aufschluss über den zeitlichen Abstand zum heute in der Atmosphäre verfügbaren radioaktiven Kohlenstoff gibt. So konnte der Bau der späteisenzeitlichen Anlage auf den Zeitraum zwischen 197 und 147 v. Chr. bzw. 166 v. Chr. bis 20 n. Chr. mit einer Wahrscheinlichkeit von 95,4 Prozent datiert werden. Allerdings ist ein Bau in der zweiten Hälfte des 2. Jahrhunderts v. Chr. aus archäologischen und historischen Gründen unwahrscheinlich. Ähnliche Befestigungsanlagen dieser Art sind im nördlichen Rheinland nur noch auf dem Petersberg bei Bonn, in Bergisch Gladbach-Bensberg (Erdenburg) und in Kreuzau-Winden zu finden, sowie im belgischen Riemst (Caestert-Plateau) bei Maastricht. Diese Anlagen erreichen jedoch in ihrer Größe nicht das Niveau der gallischen Oppida, wie zum Beispiel die bekannte befestigte Siedlung Mont Beuvray in Frankreich (Bibracte), der Titelberg in Luxemburg oder Gergovia in Frankreich, die einen wichtigen Einblick in die kulturelle Eigenständigkeit der späteisenzeitlichen keltischen Gesellschaft bieten.
Am nördlichen Rand der keltischen Einflusssphäre lebte das Volk der Eburonen, die von Julius Caesar in seinem Werk De Bello Gallico beschrieben wurden. Ihre legendären Anführer, Ambiorix und Catuvolcus, lockten 54/53 v. Chr. zwei römische Legionen aus deren Winterlager und vernichteten sie. Caesar berichtete von der Vernichtung des Stammes durch eine Strafexpedition. Das Siedlungsgebiet der Eburonen wird im Rheinland zwischen dem Rhein, der mittleren Maas in Belgien und dem südlichen Waal/Rhein-Gebiet in den Niederlanden vermutet, lässt sich aber nur schwer durch archäologische Funde belegen. Auch der von Caesar beschriebene Genozid ist archäologisch schwer nachweisbar. Eine Zerstörung des Alten Burgbergs durch Caesar konnte bislang nicht festgestellt werden.